# Silene marizii
Silene marizii är en nejlikväxtart som beskrevs av G. Sampaio. Silene marizii ingår i släktet glimmar, och familjen nejlikväxter. Inga underarter finns listade i Catalogue of Life.